# 마셜 제도
마셜 제도(마셜어: Aolepān Aorōkin M̧ajeļ, 영어: Republic of the Marshall Islands, 문화어: 마샬군도)는 오세아니아의 미크로네시아에 있는 나라이다. 지리적으로 이 나라는 미크로네시아의 더 큰 섬 그룹에 속한다.
42,050명의 국가 인구(2021년 세계 은행 인구 조사 기준)는 5개의 섬과 29개의 산호초, 1,156개의 개별 섬으로 구성되어 있다. 나라의 수도이자 최대 도시는 마주로(Majuro)이다. 영토의 97.87%가 물로 구성된 주권 국가 중 가장 많은 부분을 차지하고 있다. 이 섬들은 북쪽으로 웨이크섬, 남동쪽으로 키리바시, 남쪽으로 나우루, 서쪽으로 미크로네시아 연방과 해양 경계를 공유한다. 마샬 제도 주민의 약 52.3%(2011년 인구 조사 기준 27,797명)가 마주로에 살고 있다. 2016년에는 인구의 73.3%가 "도시"로 정의되었다. UN은 또한 인구 밀도를 평방 마일(295/km2)당 760명으로 표시하고 있으며, 2020년 예상 인구는 59,190명이다.
오스트로네시아 정착민들은 기원전 2000년 초에 마셜 제도에 도착하여 코코넛, 거대 늪 타로, 빵나무 등 동남아시아 작물과 가축화된 닭을 들여와 이 섬에 영구적으로 거주할 수 있게 되었다. 그들은 저지대 산호초로 인한 바다 너울의 혼란을 판독하여 섬 간 조종을 위한 복잡한 기술을 개발했다. 1526년 스페인 탐험가 알론소 데 살라자르(Alonso de Salazar)가 이 섬을 발견한 최초의 유럽인이었을 수 있으며, 알바로 데 사베드라 세론(Álvaro de Saavedra Cerón)은 2년 후 무인도에 상륙했다. 몇몇 다른 스페인 탐험대가 제도를 통과하여 항해했지만, 16세기 후반에는 스페인 갈레온이 태평양 항로를 더 북쪽으로 항해했다. 영국 선장 존 마샬(John Marshall)과 토마스 길버트(Thomas Gilbert)가 1788년 밀리 환초(Mili Atoll)에 상륙했을 때 그들은 아마도 200여 년 만에 이 제도에 도착한 최초의 유럽인이었을 것이다. 나중에 지도와 해도에 마샬 선장의 이름을 따서 섬 이름이 붙여졌다.
1850년대에 미국 개신교 선교사들과 서구의 사업가들이 마셜 제도에 도착하기 시작했다. 독일의 코프라 상인들은 1870년대와 1880년대 경제를 지배했다. 독일 제국은 1878년에 "최혜국" 지위를 확보했고 1885년에 마샬 제도를 보호령으로 합병했다. 제1차 세계 대전에서 일본 제국은 마샬 제도를 점령했으며, 1920년에는 국제 연맹이 다른 옛 독일 군과 합병했다. 남해 위임통치령을 형성하는 영토. 제2차 세계 대전 중 미국은 1944년 길버트 제도와 마샬 제도 캠페인을 통해 이 섬을 장악했다. 비키니 환초에서 1946년에 핵 실험이 시작되어 1958년에 완료되었다.
미국 정부는 1965년에 태평양 섬들의 자치권을 강화하기 위한 계획으로 미크로네시아 회의를 구성했다. 1979년 5월 태평양 제도의 신탁통치령은 마샬제도에 독립을 보장했고, 마샬제도의 헌법과 대통령(아마타 카부아)은 미국에 의해 공식적으로 인정되었다. 완전한 주권 또는 자치권은 미국과의 자유 연합 협정을 통해 달성되었다. 마샬제도는 1983년부터 태평양공동체(SPC)의 회원국이었으며 1991년부터 UN의 회원국이었다. 정치적으로 마샬제도는 미국이 국방을 제공하는 미국과 자유 연합하여 행정부 의장을 맡은 의회 공화국이다. 천연자원이 거의 없는 이 섬의 부는 서비스 경제와 어업, 농업에 기반을 두고 있다. 미국의 원조는 섬 국내총생산의 상당 부분을 차지하지만, 자유연합협약의 재정 지원 대부분은 2023년에 만료된다. 2022년 6월 현재 원조 기간 연장에 관한 협상이 진행 중이다. 국가는 미국 달러를 통화로 사용한다. 2018년에는 법정화폐로 사용될 새로운 암호화폐에 대한 계획도 발표했다.
마샬 제도 시민의 대다수는 마샬 혈통이지만 미국, 중국, 필리핀 및 기타 태평양 섬에서 온 이민자도 소수 있다. 두 가지 공식 언어는 해양 언어 중 하나인 마샬어와 영어이다. 섬의 거의 모든 인구가 종교를 갖고 있다. 국가의 4분의 3은 마샬 제도 연합 그리스도 교회(UCCCMI)나 하나님의 성회를 따른다.

## 역사
16세기 처음 발견된 이래 스페인, 독일, 일본 제국의 지배를 거쳐 1947년부터 유엔의 신탁통치령으로 미국의 통치를 받다가 1983년 독립이 확정되어 1986년 10월 21일, 미국의 신탁통치령으로부터 독립하였다.

### 독립
1979년 5월 1일, 미국은 마샬 제도의 발전하는 정치적 지위를 인식하여 마샬 제도의 헌법과 마샬 제도 공화국 정부의 설립을 승인했다. 헌법에는 미국과 영국의 헌법 개념이 모두 포함되어 있다.
마샬제도 공화국이 건국된 이후 여러 번의 지방선거와 전국선거가 있었다. 개혁 공약을 내세운 통합민주당은 1999년 총선에서 승리해 대통령직과 내각을 장악했다.
이 섬들은 1986년 미국과 자유 연합 협정을 체결했다. 1990년 12월 22일 유엔 안전보장이사회 결의안 683에 따라 신탁 통치가 종료되었다. 1999년까지 섬 주민들은 미국이 콰잘레인 환초를 계속 사용하는 대가로 미화 1억 8천만 달러, 미화 2억 5천만 달러를 받았다. 핵실험에 대한 보상금과 협정에 따른 기타 지급금으로 6억 달러가 포함되었다.
헌법에도 불구하고 정부는 주로 이로이에 의해 통제되었다. 1999년이 되어서야 정치적 부패 혐의로 귀족 정부가 전복되었고 이마타 카부아(Imata Kabua)가 평민 케사이 노트(Kessai Note)로 교체되었다.
루닛 돔(Runit Dome)은 치명적인 양의 플루토늄을 포함하여 미국이 생산한 방사성 토양과 잔해를 퇴적하기 위해 루닛 섬에 건설되었다. 폐기물 처리장의 노후화와 방사능 유출 가능성에 대한 우려가 계속되고 있다.
2018년 2월, 마샬제도는 자국의 암호화폐를 디지털 화폐에 대한 자체 법정화폐로 인정한 세계 최초의 국가가 되었다.
2020년 1월, 아마타 카부아(Amata Kabua) 창립 대통령의 아들 데이비드 카부아(David Kabua)가 마셜 제도의 새 대통령으로 선출되었다. 그의 전임자 힐다 하이네(Hilda Heine)는 투표 후 자리를 잃었다.
1980년대 후반부터 마샬리즈는 미국으로 이주했는데, 2010년 미국 인구 조사에 따르면 아칸소주에 4,000명 이상, 하와이에 7,000명 이상이 살고 있다.
독립 이후 마샬 제도는 군사 및 상업용 우주 목적을 위한 미사일과 로켓의 테스트 및 발사에서 계속해서 중요한 역할을 수행했다.

## 인구와 주민
마샬 제도의 역사적 인구 수치는 알려져 있지 않다. 1862년에 섬의 인구는 10,000명으로 추산되었다. 1960년에 섬의 인구는 약 15,000명이었다. 2011년 인구 조사에서는 섬 주민이 53,158명으로 집계되었다. 마샬 제도 주민의 2/3 이상이 수도인 마주로(Majuro)와 2차 도시 중심지인 에베예(콰잘레인 환초에 위치)에 살고 있다. 이 수치는 다른 곳으로 이주한 마샬 제도 원주민을 제외한다. 자유 연합 협정은 그들이 자유롭게 미국으로 이주하고 그곳에서 일자리를 얻을 수 있도록 허용한다. 약 4,300명의 마샬 제도 원주민이 미국 아칸소주 스프링데일로 이주했다. 이 수치는 마샬 제도 원주민이 거주지 외부에 가장 많이 집중되어 있음을 나타낸다.
마샬 제도의 주민 대부분은 마샬인이다. 마셜족은 미크로네시아 출신이며 수천 년 전에 아시아에서 마샬 제도로 이주한 것으로 추정된다. 소수의 마샬리즈는 최근 아시아계 조상(주로 일본인)을 갖고 있다. 마주로(Majuro)와 에베예(Ebeye)에는 전국 인구의 약 절반이 살고 있다.
마샬 제도의 공식 언어는 영어와 마샬어이다. 두 언어 모두 널리 사용된다. 일본어도 많이 사용한다.

## 지리
마샬 제도는 하와이와 호주 중간, 나우루와 키리바시 북쪽, 미크로네시아 연방 동쪽, 분쟁 지역인 미국령 웨이크 섬 남쪽에 해저에서 솟아오른 고대 수중 화산 꼭대기에 자리잡고 있다. 주장을 한다. 환초와 섬은 라탁(Ratak, 즉 일출)과 랄릭(Ralik, 즉 일몰)이라는 두 그룹을 형성한다. 두 섬은 서로 거의 평행하게 놓여 있으며 북서쪽에서 남동쪽으로 뻗어 있으며 바다 면적은 약 1,900,000km2이지만 육지 면적은 약 180km2에 불과하다. 각 섬에는 15~18개의 섬과 환초가 포함되어 있다.
이 나라는 태평양의 약 180,000평방 마일(470,000km2)에 위치한 총 29개의 환초와 5개의 개별 섬으로 구성되어 있다. 면적이 6평방마일(16km2)인 가장 큰 환초는 콰잘레인(Kwajalein)이다. 1,700km2 규모의 석호를 둘러싸고 있다.

## 종교
마샬 제도 공화국의 주요 종교 단체로는 인구의 51.5%를 차지하는 마셜 제도 연합 그리스도 교회(United Church of Christ – Congregational)가 있다. 하나님의성회 24.2%, 로마 카톨릭 교회 8.4%, 예수 그리스도 후기 성도 교회(몰몬교)는 8.3%, 침례교는 1.0%, 제칠일안식일예수재림교인 0.9%, 순복음 0.7%, 바하이 신앙은 0.6%이다. 종교적 성향이 없는 사람은 인구의 매우 적은 비율을 차지한다. 이슬람교는 마주로에 기반을 둔 아마디야 무슬림 공동체를 통해서도 존재하며, 2012년 9월 수도에 첫 번째 모스크가 문을 열었다.

## 경제
현재 이 나라의 경제력은 나우루처럼 열악한 상태에 있다.
섬에는 천연자원이 거의 없으며, 수입량이 수출량을 훨씬 초과한다. CIA에 따르면 2013년 수출액은 약 5370만 달러, 수입액은 1억3370만 달러로 추정된다. 농산물에는 코코넛, 토마토, 멜론, 타로, 빵나무 열매, 과일, 돼지 및 닭이 포함된다. 산업은 코프라 및 공예품 생산, 참치 가공 및 관광으로 이루어진다. 2016년 GDP는 1억 8천만 달러로 추정되며 실질 성장률은 1.7%이다. 1인당 GDP는 3,300달러였다.
국제통화기금(IMF)은 2016년 중반에 수산업 부문의 개선 덕분에 2015회계연도에 공화국 경제가 약 0.5% 성장했다고 보고했다. 사상 최고 수준의 어업 라이센스 비용으로 인해 GDP의 3% 흑자를 기록했다. 2016년 초 가뭄의 영향이 인프라 프로젝트를 재개시켰다.
2018년 마샬 제도 공화국은 주권 통화법을 통과시켜 자체 암호화폐를 발행하고 법정 통화로 인증한 최초의 국가가 되었다.
마샬제도는 2019년 대만과 양자 무역 협정을 체결했으며, 이 협정은 2023년에 승인되었으며 향후 발효될 예정이다.

## 외교

### 대한 관계
대한민국과 마셜제도는 1991년 4월 5일 수교했다. 양국은 1991년 수교한 이래 지금까지 상주 공관을 두지 않고 대한민국은 주피지 대사관(주 피지 대사 박영규, 2023년 3월 현재)이, 마셜제도는 주일본 대사관이 업무를 겸임해왔다. 그러나 마셜제도는 2015년 12월 한국에 대사관(주한 마셜제도 대사 케조 비엔, 2015년 기준)을 설치했다. 마셜제도가 재외공관을 두고 있는 나라는 전 세계에 7개국밖에 없다.
마셜 제도의 대(對) 한국 수출은 47,000 미국 달러(코코넛, 코프라), 한국의 대(對) 마셜 제도 수출은 22억 7,882만 미국 달러(석유 등, 각 2007년)이다. 한국 교민은 6명, 체류자는 28명(2007년 5월 1일 기준)이다.

### 대만-마셜 제도 관계
마셜 제도는 중화민국과 수교하고 있는 20개국 중 하나이기도 하다.

## 같이 보기
- 마셜 제도의 섬 목록
- 섬나라 목록